# Броди (порноактриса)
Броди (англ. Brodi, род. 10 августа 1984, США) — американская порноактриса, лауреат премий AVN Awards и XRCO Award.

## Биография
Родилась 10 августа 1984 года в США. Имеет персидские корни. Дебютировала в порноиндустрии в 2004 году, в возрасте около 20 лет. Снималась для таких студий, как Adam & Eve, Anarchy, Devil’s Film, JM Productions, K-Beech Video, Kick Ass Pictures, Platinum Media, Red Light District Video, VCA Pictures и других.
В 2004 году снялась в фильме The Violation of Audrey Hollander в групповой лесбийской сцене с Эшли Блу, Одри Холландер, Джией Паломой, Келли Кляйн и Тайлой Винн, за которую в 2005 году получила премии AVN Awards за лучшую групповую лесбийскую сцену и XRCO Award за лучшую лесбийскую сцену.
Ушла из индустрии в 2007 году. По данным на 2020 год, снялась в 83 порнофильмах.
У Броди есть пирсинг в пупке, правой ноздре и языке, а также татуировки на правой руке, пальцах (текст Porn Star), над правым запястьем (маленькая пятиконечная звезда), над левым запястьем (маленькое сердце), молнии с обеих сторон лобка.

## Награды
| Год  | Награда    | Категория                         | Работа                            | Результат |
| ---- | ---------- | --------------------------------- | --------------------------------- | --------- |
| 2005 | XRCO Award | Лучшая лесбийская сцена           | The Violation of Audrey Hollander | Победа    |
| 2005 | AVN Awards | Лучшая групповая лесбийская сцена | The Violation of Audrey Hollander | Победа    |

## Избранная фильмография
- The Violation of Audrey Hollander